# Eupoecilaema
Eupoecilaema is een geslacht van hooiwagens uit de familie Cosmetidae.
De wetenschappelijke naam Eupoecilaema is voor het eerst geldig gepubliceerd door Roewer in 1917. 

## Soorten
Eupoecilaema omvat de volgende 8 soorten:
- Eupoecilaema lacteatum
- Eupoecilaema magnum
- Eupoecilaema megaypsilon
- Eupoecilaema notatum
- Eupoecilaema ornatum
- Eupoecilaema panamaensis
- Eupoecilaema perducens
- Eupoecilaema quadriovale